# Le Pont-de-Beauvoisin (Isère)
Pour les articles homonymes, voir Le Pont-de-Beauvoisin.
Pont-de-Beauvoisin redirige ici.
Le Pont-de-Beauvoisin est une commune française située dans le département de l'Isère, en région Auvergne-Rhône-Alpes
La commune, dont le nom officiel s'écrit avec l'article « Le », est dénommée uniquement au niveau local sous le nom de « Pont-de-Beauvoisin » comme l'attestent les panneaux routiers placés à l'entrée de la commune, car la ville est l'homonyme de la commune du Pont-de-Beauvoisin, située en Savoie, de l'autre côté de la rivière le Guiers et dont le développement suit un cours parallèle.
Le nombre d'entreprises et d'artisans ébénistes de ces deux communes et de leurs environs font de Pont-de-Beauvoisin, depuis le passage de François Ier, la Cité du meuble, dénomination usitée depuis cette date. On peut y visiter le musée de la machine à bois et de l'outillage à main et parcourir chaque année la foire du meuble au mois d'octobre.

## Géographie

### Localisation

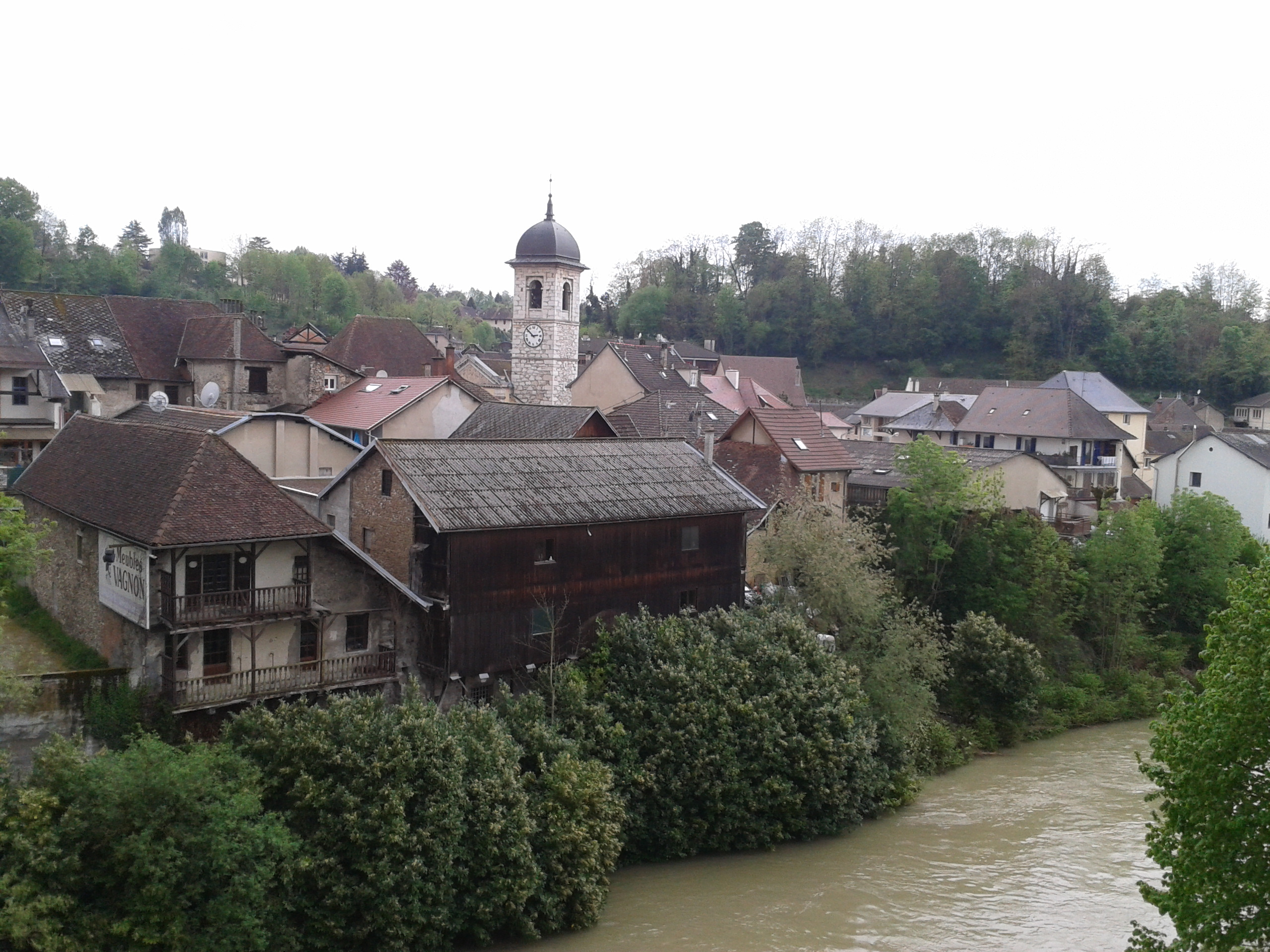
Le Pont-de-Beauvoisin, le Guiers et l'église Saint-Clément.

Située dans la partie septentrionale du département de l'Isère et en bordure du département de la Savoie, la commune de Pont-de-Beauvoisin se positionne également dans une région de collines dénommée localement sous le nom de Terres froides, au bord du torrent du Guiers, un affluent du Rhône.
Elle était autrefois rattachée à l'ancienne province du Dauphiné.
Son centre-ville se situe à 77 km du centre de Lyon, préfecture de la région Auvergne-Rhône-Alpes et à 55 km de Grenoble, préfecture du département de l'Isère, ainsi qu'à 330 km de Marseille et 547 km de Paris.

### Communes limitrophes
Les communes limitrophes sont Domessin, Le Pont-de-Beauvoisin, Pressins, Romagnieu et Saint-Jean-d'Avelanne.

### Géologie et relief
Le territoire pontois se situe dans la plaine du Guiers à l'ouest des gorges de Chailles, formées par cette même rivière et qui sont l'exemple même d'une cluse typique du relief jurassien.
En débouchant dans la vallée très ouverte du Pont-de-Beauvoisin, le Guiers s'étale dans une plaine alluvionnaire datant du quaternaire de la vallée du Rhône. Tout le bassin médian-aval présente des caractéristiques aquifères formées de dépôts de sables, de limons ou de molasses.

### Hydrographie

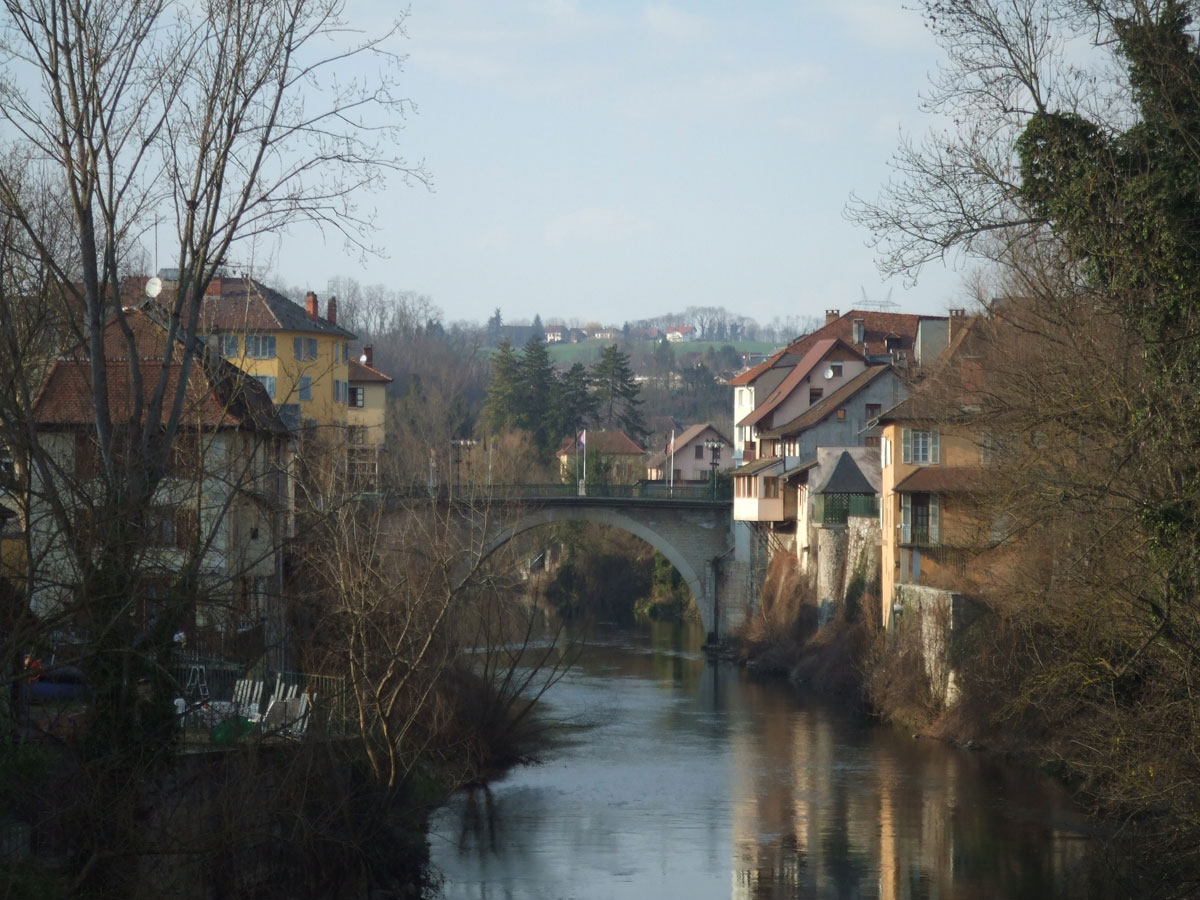
Pont sur le Guiers.

Le territoire de la commune est principalement bordé par le Guiers, un affluent du Rhône, mais il est également sillonné par quelques ruisseaux de longueur et de débit très modestes :
Le Guiers est une rivière de type torrentiel, d'une longueur de 50 kilomètres qui marquait autrefois la frontière entre la France et les États de Savoie et qui sépare aujourd'hui les deux communes homonymes du Pont-de-Beauvoisin, la commune iséroise étant située sur la rive gauche. La rivière compte également deux affluents au niveau du territoire communal, le ruisseau du bois des Charmes qui marque la limite avec le territoire de la commune de Saint-Jean-d'Avelanne et le ruisseau de Putarel qui contourne le domaine du centre hospitalier Yves Touraine.

### Climat
Pour des articles plus généraux, voir Climat d'Auvergne-Rhône-Alpes et Climat de l'Isère.
En 2010, le climat de la commune est de type climat des marges montargnardes, selon une étude du Centre national de la recherche scientifique s'appuyant sur une série de données couvrant la période 1971-2000. En 2020, Météo-France publie une typologie des climats de la France métropolitaine dans laquelle la commune est exposée à un climat de montagne ou de marges de montagne et est dans la région climatique Alpes du nord, caractérisée par une pluviométrie annuelle de 1 200 à 1 500 mm, irrégulièrement répartie en été.
Pour la période 1971-2000, la température annuelle moyenne est de 11 °C, avec une amplitude thermique annuelle de 18,6 °C. Le cumul annuel moyen de précipitations est de 1 231 mm, avec 10,1 jours de précipitations en janvier et 7,5 jours en juillet. Pour la période 1991-2020, la température moyenne annuelle observée sur la station météorologique installée sur la commune est de 11,8 °C et le cumul annuel moyen de précipitations est de 1 166,3 mm,. Pour l'avenir, les paramètres climatiques de la commune estimés pour 2050 selon différents scénarios d'émission de gaz à effet de serre sont consultables sur un site dédié publié par Météo-France en novembre 2022.
| Mois                                  | jan.           | fév.            | mars            | avril         | mai             | juin          | jui.          | août           | sep.            | oct.          | nov.            | déc.            | année      |
| ------------------------------------- | -------------- | --------------- | --------------- | ------------- | --------------- | ------------- | ------------- | -------------- | --------------- | ------------- | --------------- | --------------- | ---------- |
| Température minimale moyenne (°C)     | −1,2           | −1,2            | 1,6             | 4,5           | 8,9             | 12,4          | 13,9          | 13,7           | 10,2            | 7,1           | 2,5             | −0,4            | 6          |
| Température moyenne (°C)              | 2,8            | 3,9             | 7,9             | 11,2          | 15,4            | 19,2          | 21,2          | 20,9           | 16,7            | 12,5          | 6,9             | 3,4             | 11,8       |
| Température maximale moyenne (°C)     | 6,8            | 9,1             | 14,3            | 17,9          | 21,9            | 26            | 28,5          | 28,2           | 23,2            | 17,9          | 11,2            | 7,2             | 17,7       |
| Record de froid (°C) date du record   | −17 12.01.1987 | −17,5 05.02.12  | −14,4 01.03.05  | −5,8 08.04.03 | −1,6 15.05.1995 | 1,5 01.06.06  | 5 13.07.1993  | 3,4 30.08.1986 | −0,7 30.09.1995 | −5 26.10.03   | −9,5 23.11.1998 | −17 20.12.09    | −17,5 2012 |
| Record de chaleur (°C) date du record | 21,3 10.01.15  | 23,7 23.02.1990 | 28,5 22.03.1990 | 30,2 28.04.12 | 33,7 24.05.09   | 38,6 22.06.03 | 39,4 24.07.19 | 41,1 13.08.03  | 34,3 04.09.23   | 30,2 11.10.23 | 25,6 11.11.1995 | 22,5 18.12.1989 | 41,1 2003  |
| Précipitations (mm)                   | 84,3           | 68,5            | 84,1            | 93,3          | 115             | 102,5         | 93,8          | 89,2           | 111,4           | 117,3         | 112,5           | 94,4            | 1 166,3    |

### Milieux naturels et biodiversité
Le Pont de Beauvoisin dispose d'un Espace Naturel Sensible aux marais de Reculfort.

## Urbanisme

### Typologie
Au 1er janvier 2024, Le Pont-de-Beauvoisin est catégorisée petite ville, selon la nouvelle grille communale de densité à sept niveaux définie par l'Insee en 2022.
Elle appartient à l'unité urbaine du Pont-de-Beauvoisin, une agglomération inter-départementale regroupant treize  communes, dont elle est ville-centre,,. Par ailleurs la commune fait partie de l'aire d'attraction du Pont-de-Beauvoisin, dont elle est la commune-centre,. Cette aire, qui regroupe 4 communes, est catégorisée dans les aires de moins de 50 000 habitants,.

### Occupation des sols
L'occupation des sols de la commune, telle qu'elle ressort de la base de données européenne d’occupation biophysique des sols Corine Land Cover (CLC), est marquée par l'importance des territoires agricoles (72,3 % en 2018), en diminution par rapport à 1990 (83,3 %). La répartition détaillée en 2018 est la suivante : 
zones agricoles hétérogènes (63,6 %), zones urbanisées (27,4 %), terres arables (4,7 %), prairies (4 %), forêts (0,3 %). L'évolution de l’occupation des sols de la commune et de ses infrastructures peut être observée sur les différentes représentations cartographiques du territoire : la carte de Cassini (XVIIIe siècle), la carte d'état-major (1820-1866) et les cartes ou photos aériennes de l'IGN pour la période actuelle (1950 à aujourd'hui).

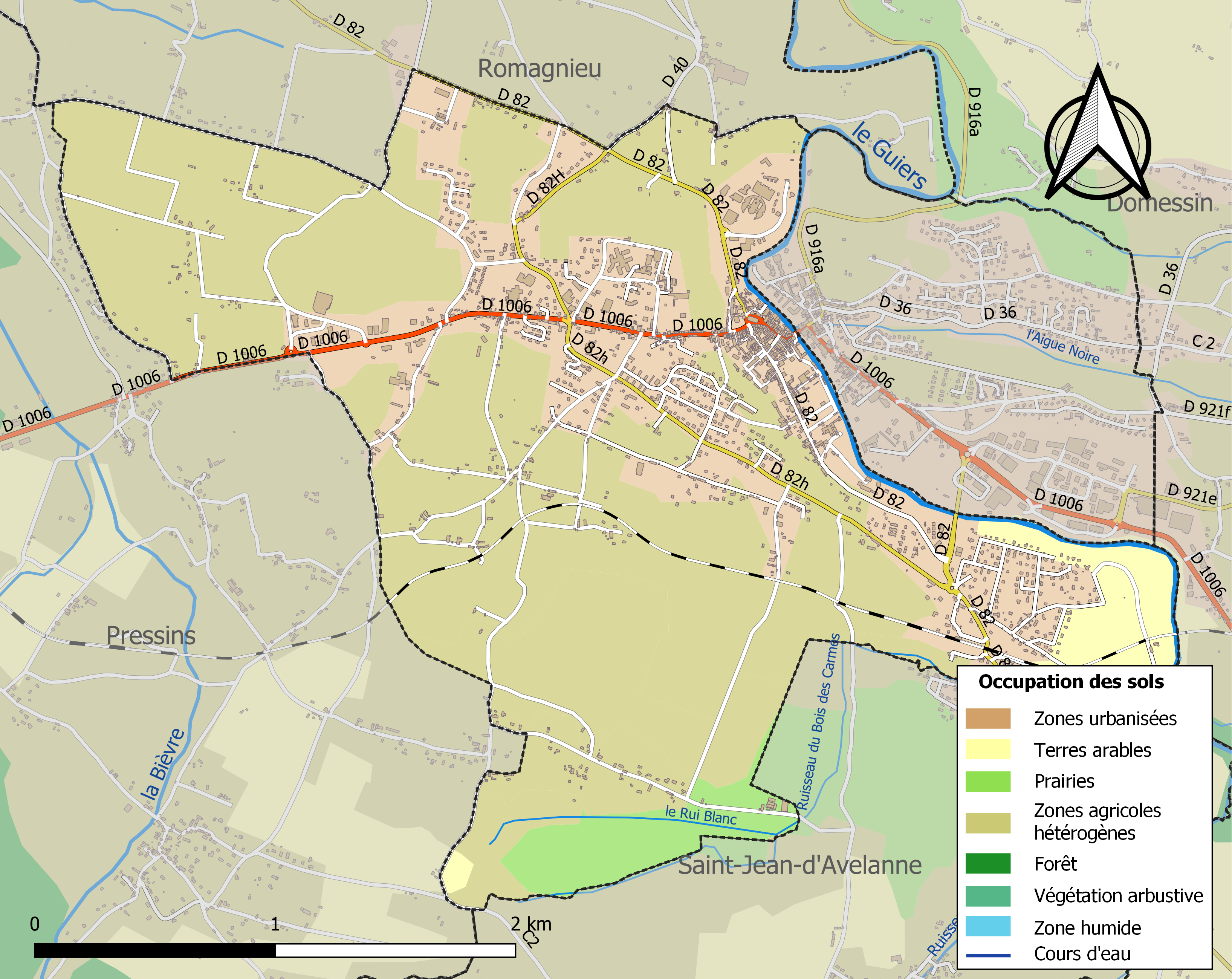
Carte des infrastructures et de l'occupation des sols de la commune en 2018 (CLC).

### Morphologie urbaine
L'agglomération pontoise, située sur la rive gauche du Guiers, est de dimension relativement modeste et se confond facilement avec sa voisine homonyme, très proche et située en Savoie.
Ces deux communes sont séparées par la rivière, aux allures de torrent et présentent toutes les deux des immeubles de taille modeste, serrés les uns contre les autres et construits au cœur des deux villages, mais aussi, un plus grand nombre de petites maisons et de villas éparpillées, de façon moins dense, principalement situées entre le bourg central et les modestes plateaux qui dominent l'agglomération de chaque côté. On peut noter dans les faubourgs de la commune iséroise, la présence d'immeubles de type résidentiel construits durant la seconde moitié du XXe siècle.
La commune est traversée par l'ancienne route impériale 7 qui deviendra, après la chute du Premier Empire, la route nationale 6, dénommée route de Lyon à l'entrée du territoire pontois, puis rue Alexandre Dumas dans la partie centrale de la commune. Cette voie relativement étroite correspond, avec la place de la République, au noyau ancien de la ville dauphinoise. La route franchit ensuite le Guiers en empruntant un pont qui réunit la commune avec sa voisine homonyme.
Le centre du Pont-de-Beauvoisin se présente sous la forme d'un bourg ancien aux rues étroites et encadrées par des petits immeubles, généralement composés de deux ou trois niveaux.
L'urbanisation s'est ensuite essentiellement développée dans un axe nord-ouest/sud-est. Entre 1999 et 2006, la croissance annuelle du parc de logement est de 2,6 %, cette augmentation ayant entraîné un accroissement du nombre de logements, portant leur nombre à 2435 en 2006. La première décennie du XXIe siècle présente une forte augmentation de logements collectifs. Le territoire reste cependant très nettement occupé par un grand nombre de maisons individuelles, particulièrement sous la forme de nombreux lotissements. Sur les 22,5 hectares qui ont été urbanisés entre 2000 et 2011 à vocation résidentielle, 15,30 hectares ont été consacrés à la construction de maisons individuelles, représentant ainsi 68 % des constructions de logements durant cette période, la plus grande partie étant liée à de programmes de lotissements, entraînant directement la diminution de la surface de terres agricoles de la commune.

### Hameaux, lieux-dits et écarts
Voici, ci-dessous, la liste la plus complète possible des divers hameaux, quartiers, écarts, lieux-dits résidentiels urbains comme ruraux qui composent le territoire de la commune du Pont-de-Beauvoisin, présentés selon les références toponymiques fournies par le site  géoportail  de l'Institut géographique national.
| - Le Bain - Le Mont-Fleuri - Le Corbet - La Cornière - Le Thomassin - La Follatière - Le Guillon | - La Ginguette - Le Faubourg - La Buquine - Les Sables - Le Giroud - La Rebatière - La Citadelle | - le Pré Saint-Martin - Les Brosses - Le Grabier* Le Coulu - Le Marais - La Gare - Le Pont des Éteppes |

### Habitat et logement
En 2018, le nombre total de logements dans la commune était de 1 860, alors qu'il était de 1 769 en 2013 et de 1 565 en 2008.
Parmi ces logements, 85,3 % étaient des résidences principales, 2 % des résidences secondaires et 12,7 % des logements vacants. Ces logements étaient pour 50,6 % d'entre eux des maisons individuelles et pour 49,1 % des appartements.
Le tableau ci-dessous présente la typologie des logements au Le Pont-de-Beauvoisin en 2018 en comparaison avec celle de l'Isère et de la France entière. Une caractéristique marquante du parc de logements est ainsi une proportion de résidences secondaires et logements occasionnels (2 %) inférieure à celle du département (8,3 %) et à celle de la France entière (9,7 %). Concernant le statut d'occupation de ces logements, 55,7 % des habitants de la commune sont propriétaires de leur logement (56 % en 2013), contre 61,1 % pour l'Isère et 57,5 % pour la France entière.
| Typologie                                               | Le Pont-de-Beauvoisin | Isère | France entière |
| ------------------------------------------------------- | --------------------- | ----- | -------------- |
| Résidences principales (en %)                           | 85,3                  | 84    | 82,1           |
| Résidences secondaires et logements occasionnels (en %) | 2                     | 8,3   | 9,7            |
| Logements vacants (en %)                                | 12,7                  | 7,7   | 8,2            |

### Projets d'aménagement
Le 3 juin 2023, la commune signe avec son homologue savoyarde la convention « Petite ville de demain ». Grâce au programme Petites villes de demain, porté par l'État, les deux Pont de Beauvoisin (Isère et Savoie) comptent transformer leur cœur de ville commun et améliorer la qualité de vie des habitants : rénovation de l'habitat, développement d'une nouvelle offre commerciale en centre-ville, mise en valeur du Guiers, de ses berges et du patrimoine, rénovation des espaces publics, transition écologique.

### Voies de communication et transports

#### Voies routières
Les principales voies routières qui traversent le territoire communal sont : 
- l'autoroute A43 qui relie Lyon à Chambéry passe à proximité des deux communes du Pont-de-Beauvoisin. Deux bretelles autoroutières situées au nord de la commune permet de rejoindre les deux bourgs :

 10 à 7 km : Le Pont-de-Beauvoisin Les Avenières, Les Abrets
 11 à 9 km : Bourg-en-Bresse, Le Pont-de-Beauvoisin, Belley, Saint-Genix-sur-Guiers
- l'ancienne Route nationale 6, venant localement de Lyon et se dirigeant vers Chambéry dans un axe ouest-est. Cele-ci relie Lyon à Chambéry, puis à la frontière italienne, a été déclassée en route départementale 1006 (RD 1006) dans les départements français de l'Isère et de la Savoie. C'est cette route qui franchit le Guiers au niveau des centres-villes des deux communes homonymes.
- la route départementale 82 (RD 82), qui traverse le bourg, relie la RD 1075 (commune de Chirens, hameau de l'Arsenal) à la commune de Corbelin, ainsi que la route départementale 40 (RD 40), qui se raccorde à la RD 80 à la limite septentrionale du territoire communal, relie la commune avec celle de Veyrins où elle rejoint la RD 1075.

#### Voies ferroviaires

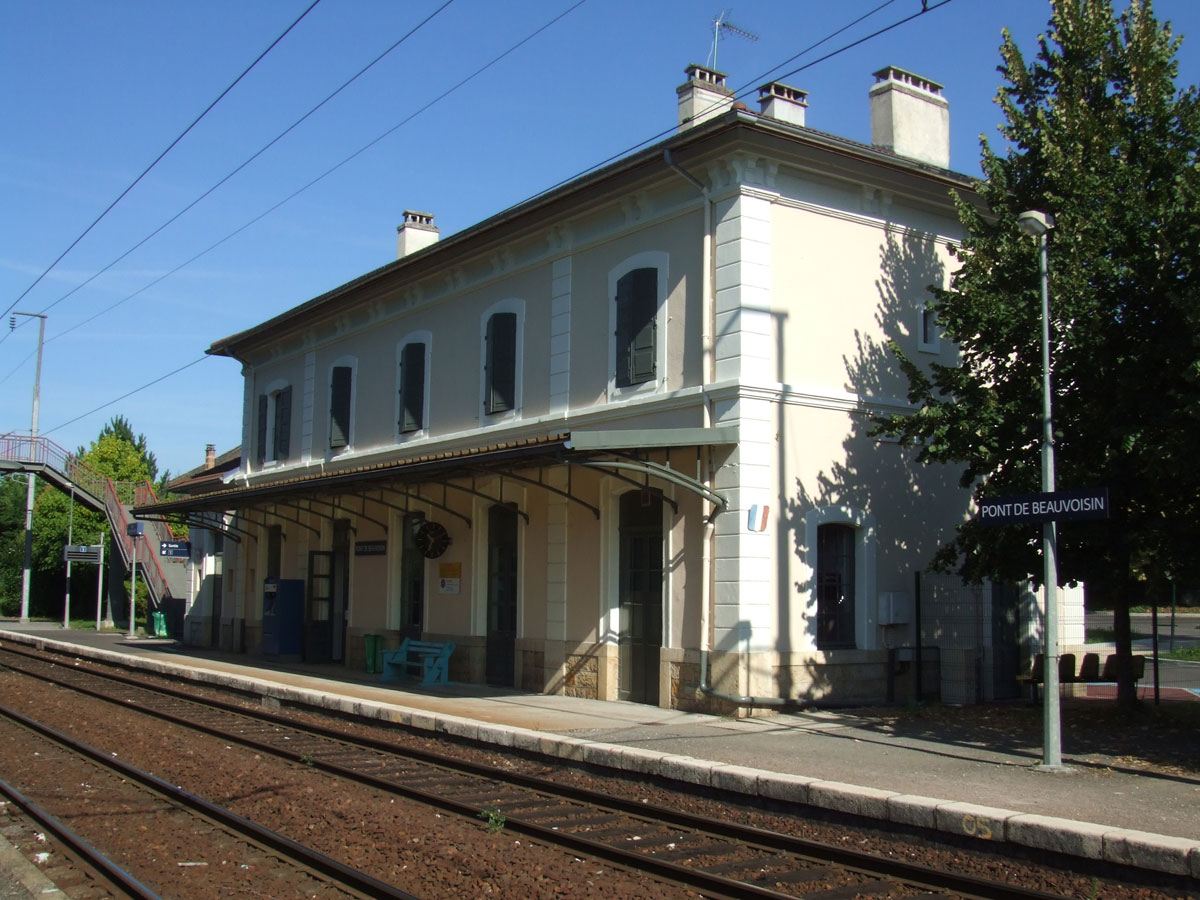
Gare nommée Pont-de-Beauvoisin.

Outre ces voies routières, la commune iséroise héberge sur son territoire la gare de Pont-de-Beauvoisin desservie par des trains TER Auvergne-Rhône-Alpes. Ceux-ci effectuent des relations entre Lyon-Part-Dieu, ou Saint-André-le-Gaz, et Chambéry - Challes-les-Eaux.

### Risques naturels et technologiques

#### Risques sismiques
L'ensemble du territoire de la commune du Pont-de-Beauvoisin en Isère est situé en zone de sismicité no 4 (sur une échelle de 1 à 5), non loin de la zone no 3 située plus à l'ouest.
| Type de zone | Niveau            | Définitions (bâtiment à risque normal) |
| ------------ | ----------------- | -------------------------------------- |
| Zone 4       | Sismicité moyenne | accélération = 1,6 m/s2                |

## Toponymie
Le nom celtique Labisco ou Lavisco (en territoire allobroge) fut sa première dénomination. Le latin de Pont-de-Beauvoisin est Pons Bellovicinus ou Pons Bellivicinus (qui signifie « voisin de guerre »), et l'on trouve dans les écrits, Le Pont au  IXe siècle, Pont de Belvezin au XIIe siècle, Belvoysin et Biauvoysin au  XIIIe siècle.
- Pont : du latin pontĕm (« pont, passage »),
- Beauvoisin : de l'adjectif bas latin bellus (« beau ») et vicinium (« voisinage », « village »)[21]. Voisin (vicinus), comme toponyme, est un dérivé du latin vicus (« bourg », « village »)[22].

Les noms officiels tels que définis par le Code officiel géographique pour les deux communes sont « Le Pont-de-Beauvoisin »,. Toutefois, depuis le 7 novembre 1963 (date du rattachement de la commune de La Folatière), le nom utilisé localement pour les deux communes est « Pont-de-Beauvoisin » en Isère (sans le déterminant) et « Le Pont-de-Beauvoisin » en Savoie. On va donc au Pont (en Savoie) et à Pont (en Isère) localement.

Les deux Pont-de-Beauvoisin et le pont sur le Guiers
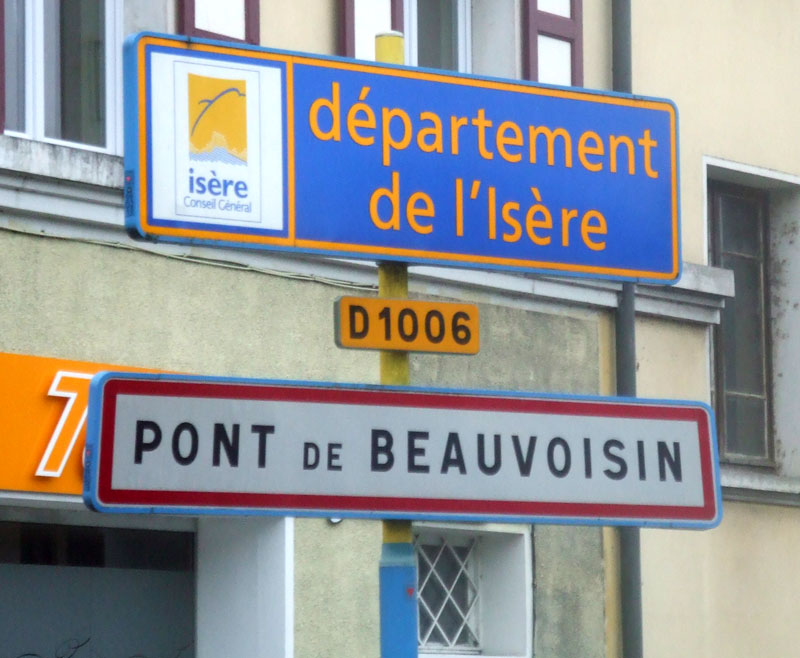
Panneau routier de l'Isère sur le pont (sans article).
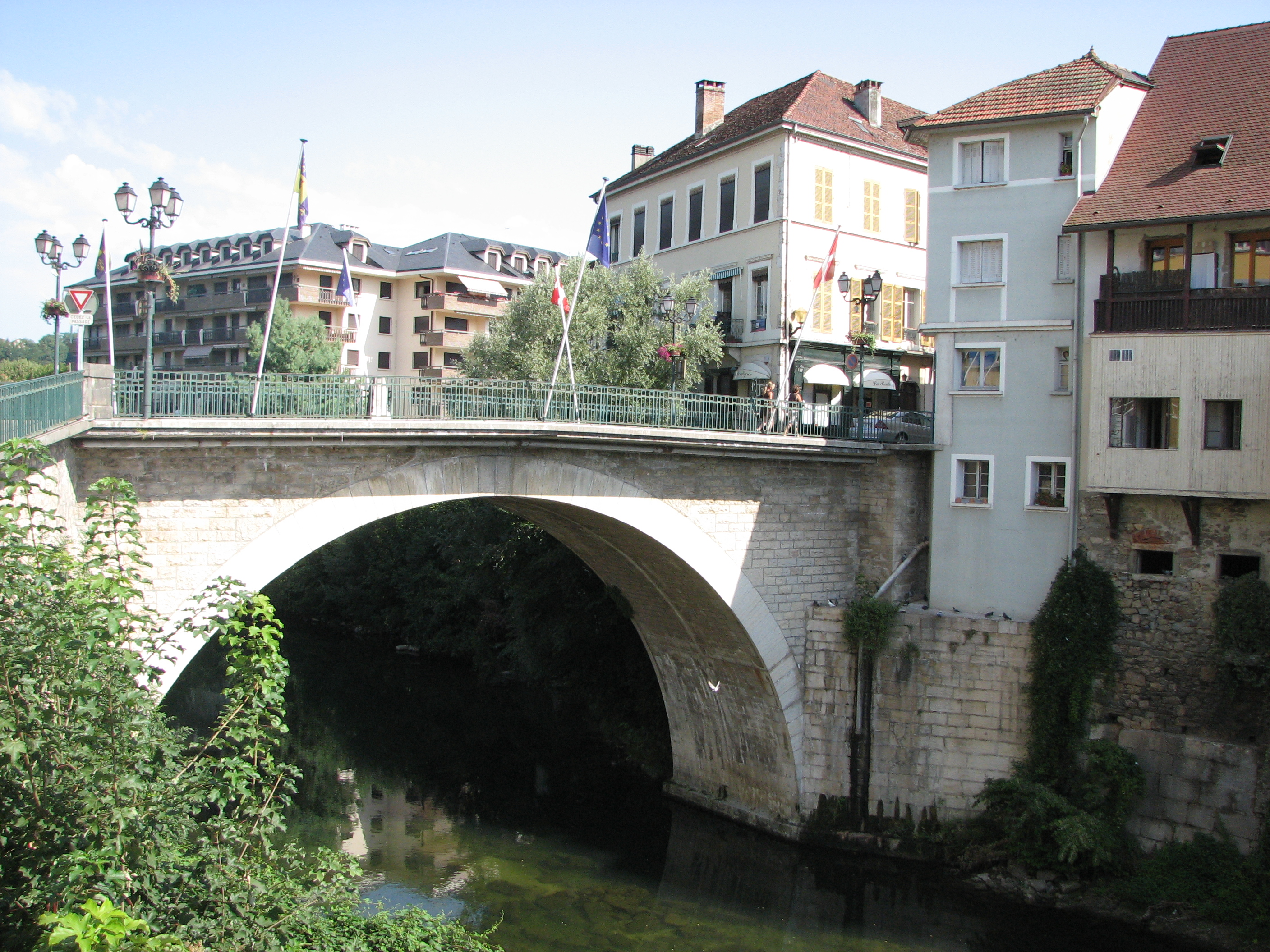
Le « Pont » de Beauvoisin.
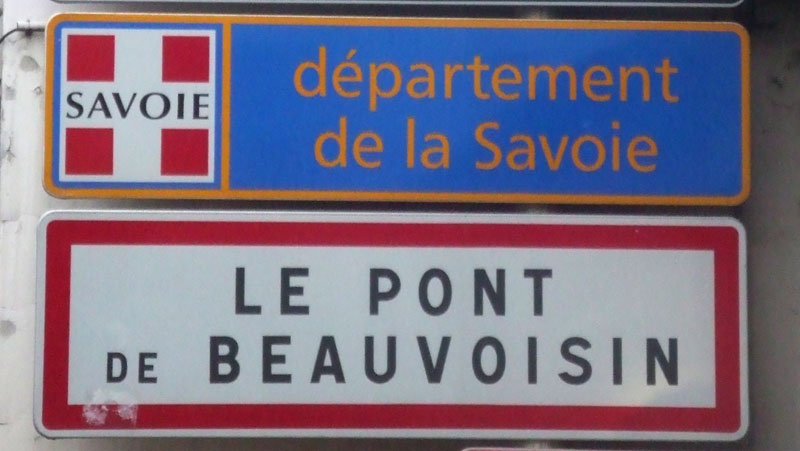
Panneau routier de la Savoie sur le pont (avec l'article).

## Histoire

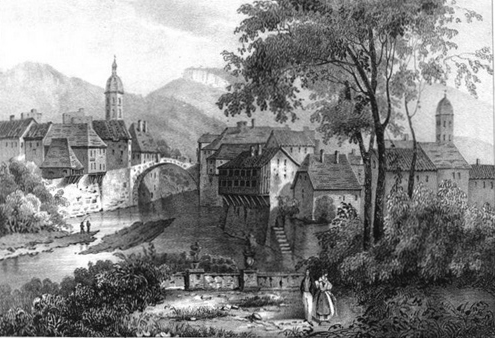
Le Pont-de-Beauvoisin au XIXe siècle illustrée par Victor Cassien (1808 - 1893).

### Particularité historique
Pont-de-Beauvoisin est une ville française depuis le rattachement du Dauphiné de Viennois à la France par le Traité de Romans en 1349.
La commune du Pont-de-Beauvoisin, située de l'autre côté du Guiers dans le département de la Savoie, elle, fut rattachée en 1860, avec la Savoie, à la France. Les deux bourgs furent frontaliers et il fallait passer de Pont-de-Beauvoisin à Le Pont-de-Beauvoisin pour passer de France en Savoie.

### Préhistoire et Antiquité
La découverte sur la commune voisine de Domessin, située en Savoie, d'un polissoir et de haches en pierre polie, permet d'indiquer que les rives du Guiers furent habitées à la fin de la période néolithique, durant les IIIe et IVe millénaires av. J.-C.

### Époque Moderne
Pont-de-Beauvoisin est, durant cette période, une ville frontière et, pour cela, elle est le lieu de certains des exploits de Louis Mandrin. La famille Cléret, basée dans cette ville, a fait fortune au début du XVIIIe siècle à partir de la contrebande d'étoffes indiennes dont l'importation était interdite en France. Elle est avec la famille des frères Paris la seule famille à avoir profité à grande échelle des opportunités de la position transalpine du Dauphiné. L'un des petits-fils, Emmanuel Crétet, deviendra le premier des ministres de l'Intérieur de Napoléon Bonaparte et premier directeur de la Banque de France.

### Époque contemporaine

#### XXesiècle
Le 19 mai 1944, Fernand Weill, représentant de commerce à Paris, puis receveur à la RATP de 1924 à 1940, est arrêté lors d'une rafle de la Gestapo et de la milice locale qui à lieu, alors qu’il déjeune avec son fils, Georges, au restaurant de l’hôtel Rostang, place de la République. Avec lui, ce sont deux femmes Rita Saltiel et Allegra Scialom qui sont arrêtées et emportées. Ils feront partie du convoi 76 du 30 juin 1944.
Le petit-neveu de Fernand Weill rendra hommage à son grand oncle par une marche mémorielle de Drancy à Auschwitz

Un hommage sera rendu par la commune et une plaque mémorielle sera apposée le 27 avril 2025 sur le mur de l'ancien hôtel Rostang devenu aujourd'hui, banque. 

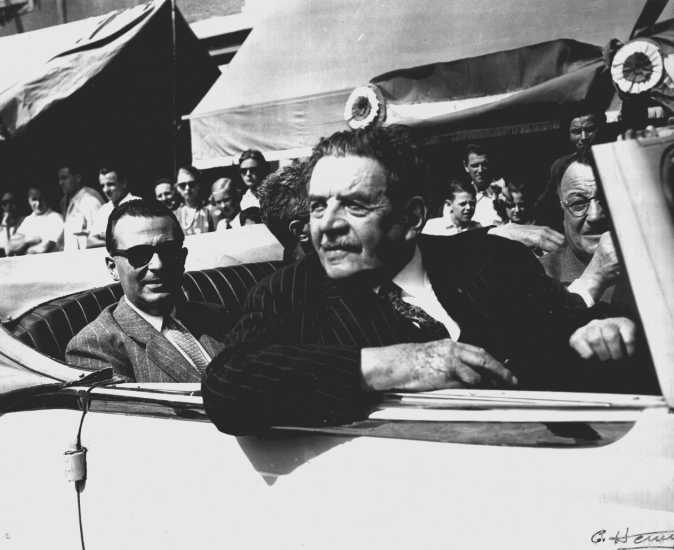
Visite d'Édouard Herriot, président de l'assemblée nationale en 1949, lors des manifestations du du rattachement du Dauphiné à la France.

Le 6e centenaire du rattachement du Dauphiné à la France a donné lieu en 1949 à une manifestation grandiose dans les deux villes jumelles : tous les bâtiments furent décorés, les habitants déguisés, le tout couronné par une cérémonie présidée par Édouard Herriot, alors président de la Chambre des députés.

#### XXIesiècle
Durant l'été 2017, le nom de la commune est cité par les médias nationaux et internationaux dans le cadre de ce qui deviendra « l'affaire Maëlys », celle-ci ayant comme point de départ la disparition inexpliquée d'une fillette de 8 ans, Maëlys de Araujo, le dimanche 27 août 2017 vers trois heures du matin, lors d'une réception de mariage dans la salle des fêtes municipale du Pont-de-Beauvoisin.
Qu'il s'agisse de la victime et sa famille ou du principal suspect de l'affaire et sa famille, aucun des protagonistes de cette affaire n'est pontois, la ville n'étant concernée par cet événement qu'en raison du lieu de l'enlèvement de la fillette.
En janvier 2025, on apprend que le président du ski club de la commune a été mis en examen et écroué pour agressions sexuelles et viols sur mineures,,.

## Politique et administration
La commune du Pont-de-Beauvoisin absorbe en 1963 celle de La Folatière.
La commune est présente sur Panneau Pocket et Illiwap.
Elle est engagée dans la transition écologique via le label Zéro phyto et dans la lutte contre la pollution lumineuse en restreignant l'éclairage de la commune, la nuit et a multiplié l'installation de point lumineux LED.
La commune s'engage également dans la lutte contre les violences intrafamiliales et conjugales en désignant deux élus comme élu rural référent de l'égalité

### Rattachements administratifs et électoraux

#### Rattachements administratifs
La commune se trouve dans l'arrondissement de la Tour-du-Pin du département de l'Isère.
Elle était depuis 1793 le chef-lieu du canton de Pont-de-Beauvoisin. Dans le cadre du redécoupage cantonal de 2014 en France, cette circonscription administrative territoriale a disparu, et le canton n'est plus qu'une circonscription électorale.

#### Rattachements électoraux
Pour les élections départementales, la commune fait partie depuis 2014 du canton de Chartreuse-Guiers.
Pour l'élection des députés, elle fait partie de la dixième circonscription de l'Isère.

### Intercommunalité
Le Pont-de-Beauvoisin était le siège de la communauté de communes Les Vallons du Guiers, un établissement public de coopération intercommunale (EPCI) à fiscalité propre auquel la commune avait transféré un certain nombre de ses compétences, dans les conditions déterminées par le code général des collectivités territoriales.
Dans le cadre des dispositions de la loi portant nouvelle organisation territoriale de la République du 7 août 2015, qui prévoit que les établissements publics de coopération intercommunale (EPCI) à fiscalité propre doivent avoir un minimum de 15 000 habitants, cette intercommunalité a fusionné avec ses voisines pour former, le 1er janvier 2017, la communauté de communes Les Vals du Dauphiné, dont est désormais membre la commune.

### Tendances politiques et résultats

#### Scrutins locaux
Lors du second tour des élections municipales de 2014 dans l'Isère, la liste DVD menée par Michel Serrano  obtient la majorité des suffrages exprimés, avec 626 voix (46,02 %, 17 conseillers municipaux élus dont 7 communautaires), devançant largement celles menées respectivement par :
- François Martinon, maire sortant, PS-PCF-EELV  (493  voix, 36,25 %, 4 conseillers municipaux élus dont 2 communautaires) ;
- Christian Maljournal 	(DVG, 241 voix, 17,72 %, 2 conseillers municipaux élus).

Lors de ce scrutin, 32,82 % des électeurs se sont abstenus.
Lors du premier tour des élections municipales de 2020 dans l'Isère, la liste DVD menée par le maire sortant obtient la majorité absolue des suffrages exprimés, avec 508 voix (57,01 %, 21 conseillers municipaux élus dont 2 communautaires), devançant largement celle DVC menée par Danielle Bisillon, qui a recueilli 383 voix (42,98 %, 6 conseillers municipaux élus dont 1 communautaire). Lors de ce scrutin marqué par la pandémie de Covid-19 en France, 57,36 % des électeurs se sont abstenus,.

#### Scrutins nationaux
Lors du premier tour de l'élection présidentielle de 2017, les quatre premiers candidats ont été Marine Le Pen (24,48 % des suffrages exprimés), Jean-Luc Mélenchon (21,84 %, Emmanuel Macron (21,25 %) et François Fillon (17,36 %). Au second tour, le candidat élu Emmanuel Macron a recueilli 841 voix (57,72 %= et Marine Le Pen 616 voix (42,28 %), lors d'un scrutin où 21,41 % des électeurs se sont abstenus.
Lors du premier  tour de l'élection présidentielle suivante de 2022, les quatre premiers candidats ont été Marine Le Pen (28,57 % des suffrages exprimés, Emmanuel Macron (25,48 %), Jean-Luc Mélenchon (22,80 %) et Éric Zemmour (6,01 %). Au second tour, le candidat élu Emmanuel Macron a recueilli 805 voix (51,94 %) et Marine Le Pen 745 voix (48,06 %). Lors de ce scrutin, 25,69 % des électeurs se sont abstenus.

### Administration municipale
Compte tenu de la population de la commune, son conseil municipal  est composé de vingt-sept membres, 21 dans le groupe majoritaire, dont le maire et ses adjoints et six dans l'opposition.

### Liste des maires de la commune
| Période                                  | Période                  | Identité          | Étiquette    | Qualité                                                                                             |
| ---------------------------------------- | ------------------------ | ----------------- | ------------ | --------------------------------------------------------------------------------------------------- |
| Les données manquantes sont à compléter. |                          |                   |              | |
|                                          |                          | Eugène Favot      |              | Conseiller général de Pont-de-Beauvoisin (1859 → 1871)                                              |
|                                          |                          |                   |              | |
| 1935                                     | 1941                     | Alfred Paget      | SFIO         | Pharmacien                                                                                          |
| 1941                                     | 1945                     |                   |              | |
| 1945                                     | 1959                     | Alfred Paget      | SFIO         | Pharmacien Sénateur de l'Isère (1946 → 1955) Conseiller général de Pont-de-Beauvoisin (1945 → 1958) |
| 1959                                     | 1971                     | Marrel René       | RI           | Conseiller général                                                                                  |
| 1971                                     | 1977                     | Bernerd Etienne   |              | |
| 1977                                     | 1989                     | Yves Touraine     | RPR          | Professeur de médecine Conseiller général de Pont-de-Beauvoisin (1982 → 2001)                       |
| 1989                                     | 2008                     | Georges Yvrai     | RPR puis UMP | Commerçant                                                                                          |
| 2008                                     | 2014                     | François Martinon | PS           | Médecin                                                                                             |
| 2014                                     | En cours (au 13 juin 23) | Michel Serrano    | DVD          | Médecin anesthésiste réanimateur, praticien hospitalier Réélu pour le mandat 2020-2026              |

### Jumelages
- Erbach (Odenwald) (Allemagne) depuis 1963[50],[51],[52].

## Population et société

### Démographie
L'évolution du nombre d'habitants est connue à travers les recensements de la population effectués dans la commune depuis 1793. Pour les communes de moins de 10 000 habitants, une enquête de recensement portant sur toute la population est réalisée tous les cinq ans, les populations de référence des années intermédiaires étant quant à elles estimées par interpolation ou extrapolation. Pour la commune, le premier recensement exhaustif entrant dans le cadre du nouveau dispositif a été réalisé en 2007.

En 2022, la commune comptait 3 582 habitants, en évolution de −0,56 % par rapport à 2016 (Isère : +3,07 %, France hors Mayotte : +2,11 %).
| 1793  | 1800  | 1806  | 1821  | 1831  | 1836  | 1841  | 1846  | 1851  |
| ----- | ----- | ----- | ----- | ----- | ----- | ----- | ----- | ----- |
| 1 505 | 1 482 | 1 543 | 1 849 | 2 139 | 2 125 | 2 268 | 2 214 | 2 394 |

| 1856  | 1861  | 1866  | 1872  | 1876  | 1881  | 1886  | 1891  | 1896  |
| ----- | ----- | ----- | ----- | ----- | ----- | ----- | ----- | ----- |
| 2 056 | 1 871 | 1 873 | 1 784 | 1 845 | 1 883 | 2 067 | 2 032 | 2 010 |

| 1901  | 1906  | 1911  | 1921  | 1926  | 1931  | 1936  | 1946  | 1954  |
| ----- | ----- | ----- | ----- | ----- | ----- | ----- | ----- | ----- |
| 2 010 | 2 057 | 2 120 | 1 925 | 2 011 | 1 907 | 1 917 | 2 023 | 2 053 |

| 1962  | 1968  | 1975  | 1982  | 1990  | 1999  | 2006  | 2007  | 2012  |
| ----- | ----- | ----- | ----- | ----- | ----- | ----- | ----- | ----- |
| 1 935 | 2 716 | 2 796 | 2 564 | 2 369 | 2 504 | 3 053 | 3 128 | 3 499 |

| 2017  | 2022  | - | - | - | - | - | - | - |
| ----- | ----- | - | - | - | - | - | - | - |
| 3 630 | 3 582 | - | - | - | - | - | - | - |

### Sports et loisirs
Sur la commune sont pratiquées diverses activités sportives et culturelles, Isère Savoie Pont Basket , US Pont de Beauvoisin Football Ponts Domessin Tennis, la Sentinelle (gymnastique), un club cycliste, le Twirling Bâton,,,, et 1er de cordée (club d'escalade).

### Enseignement

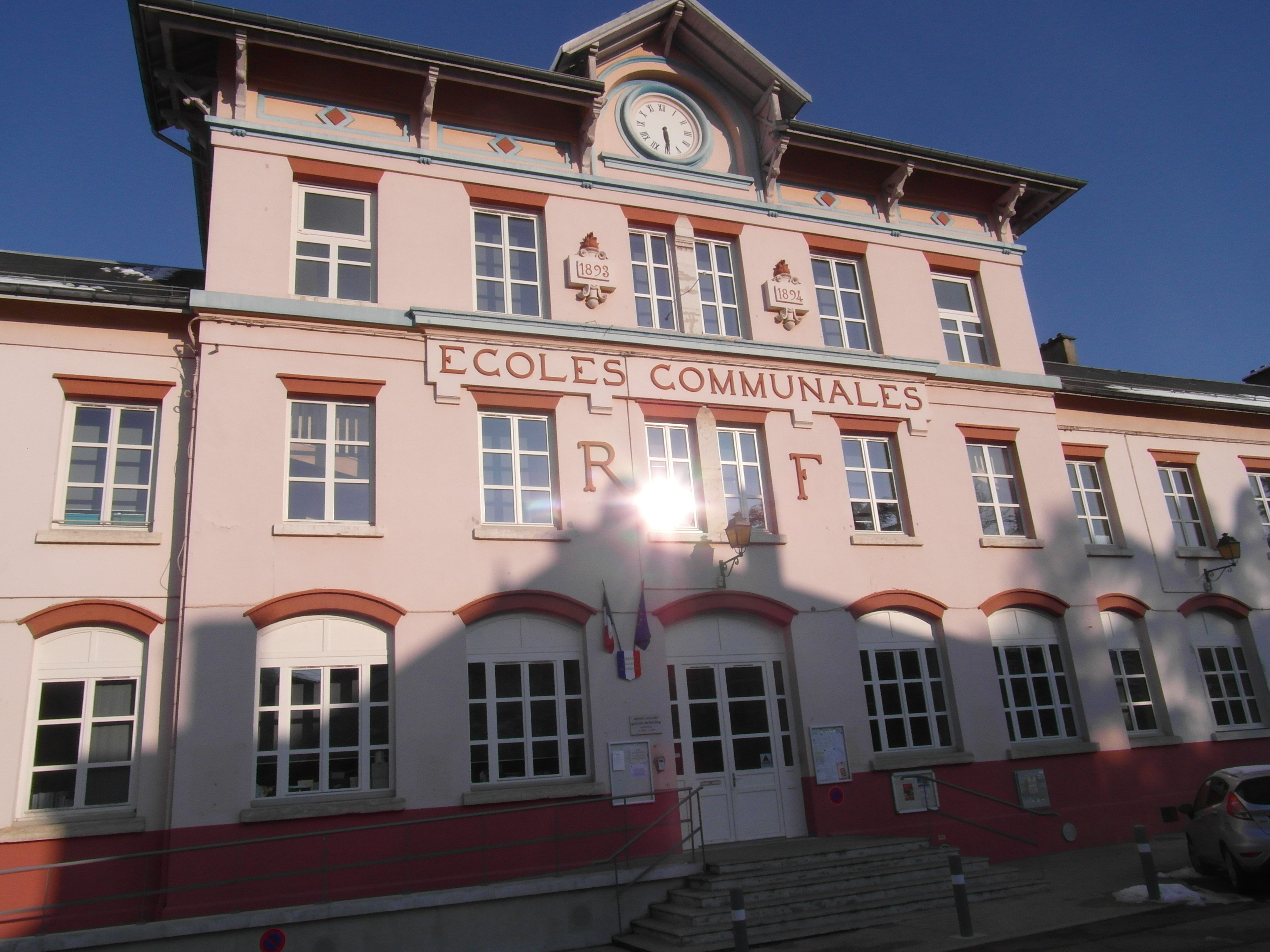
Bâtiment des écoles communales du Pont-de-Beauvoisin.

Le Pont-de-Beauvoisin est située dans l'académie de Grenoble.
La ville administre :
- une école maternelle (école du théâtre de verdure) avec un effectif de 115 élèves en 2018[65] ;
- une école élémentaire (école Lucien Morard) communale avec un effectif de 164 élèves en 2018[66].

La ville héberge deux collèges :
- collège public Le Guillon[67] ;
- collège privé Jeanne D'Arc[68]

ainsi que deux lycées :
- Lycée public Charles Gabriel Pravaz[69].
- Lycée privé du Guiers - Val d'Ainan[70].

### Établissements culturels
La salle des fêtes communale (dénommée également "Salle polyvalente") est située près de la mairie de la commune, non loin du centre-ville. La mairie la tient à la disposition des associations locales et de ses administrés pour y organiser des festivités, des manifestations publiques et des cérémonies privées.

### Établissements sanitaires et sociaux
Le Centre Hospitalier Yves Touraine
Cet établissement public de santé porte le nom d'un médecin et chirurgien, ancien maire de la commune et conseiller général du canton. Cet hôpital local, qui a été créé en 1936 et compte 220 lits, est implanté au nord-ouest du territoire communal. l'établissement comprend un service d'urgences, des services de médecine de court et moyen séjour et possède plusieurs plateaux techniques (service de soins, d'imagerie médicale et de rééducation). Il bénéficie également de la présence d'un centre périnatal de proximité et de plusieurs services de consultations externes.
En parallèle avec sa mission sanitaire, l'hôpital comprend également un service médico-social, la Maison de Retraite "Les Mésanges", un EHPAD dont la capacité d'accueil est de 93 lits
La commune dispose, depuis décembre 2022, d'une Maison de Santé Pluridisciplinaire regroupant 35 professionnels (médecins généralistes, médecin et chirurgien vasculaire ophtalmologue endocrinologue ergothérapeutes infirmières infirmière asalée orthophoniste orthoptiste pédicures podologues psychologues). Proche de cette maison de santé est installée une pharmacie depuis janvier 2024.

### Équipements sportifs
La commune dispose de plusieurs Gymnases (Palacin, Le Guillon et Pravaz), d'un terrain de foot (Guy Favier), en commun avec la commune savoyarde, de terrains de tennis qu'elle partage avec la Savoie, un pumptrack va voir le jour au 1er trimestre 2025.
Le gymnase Pravaz est géré par un Sivu regroupant 32 communes, dont le président est Sylver DIJOUX (élu de Charancieu), les autres membres du bureau, Céline YACONO, vice présidente (élu de Pont de Beauvoisin Savoie), Arielle CAPUZZO (élu de CHIMILIN), Clément HERBOUX-DUBOIS, vice Président (élu de Pont de Beauvoisin Isère).
Le Gymnase du Collège du Guillon est également géré par un Sivu regroupant lui, 9 communes, dont le président est Clément HERBOUX-DUBOIS, (élu de Pont de Beauvoisin Isère), les autres membres du bureau sont, Virginie CHAMBRELAN (élue de Voissant), François MEDIMEGH (élu de Pont de beauvoisin Savoie) et Nicole Brestaz (élue de Saint Geoire en Valdaine)

### Médias
Historiquement, le quotidien à grand tirage Le Dauphiné libéré consacre, chaque jour, y compris le dimanche, dans son édition Voironnais-Chartreuse, un ou plusieurs articles à l'actualité de la ville, ainsi que des informations sur les éventuelles manifestations locales, les travaux routiers, et autres événements divers à caractère local.
La commune est située sur l'aire de diffusion de radio Ici Isère, une radio publique qui émet sur tout le territoire du département de l'Isère.

### Cultes
La communauté catholique et l'église du Pont-de-Beauvoisin (propriété de la commune) dépendent de la paroisse Saint-Jacques de la Marche qui comprend vingt autres églises du secteur. Cette paroisse est rattachée au diocèse de Grenoble-Vienne.
La commune abrite également une communauté évangélique  protestante dont le centre de culte se situe à la Folatière.
La communauté musulmane dispose d'une Mosquée situé sur la place des anciennes casernes.

## Économie

### Secteurs industriel et commercial
La principale zone d'activité industrielle et commerciale de l'agglomération  (dite de la Baronnie) se situe dans la commune voisine et homonyme, près le versant savoyard du Guiers, de l'autre côté du nouveau pont.
La commune iséroise, héberge depuis 2015 une zone commerciale de taille plus modeste, mais en plein développement, située dans le quartier de la Folatière. Ce secteur héberge quelques enseignes de la grande distribution, notamment un supermarché et un hypermarché.

### Tourisme
La commune dispose d'un Office de Tourisme.
Plusieurs sentiers de départs de randonnées et des départs de Canoé Kayak sont possibles.

## Culture locale et patrimoine

### Lieux et monuments

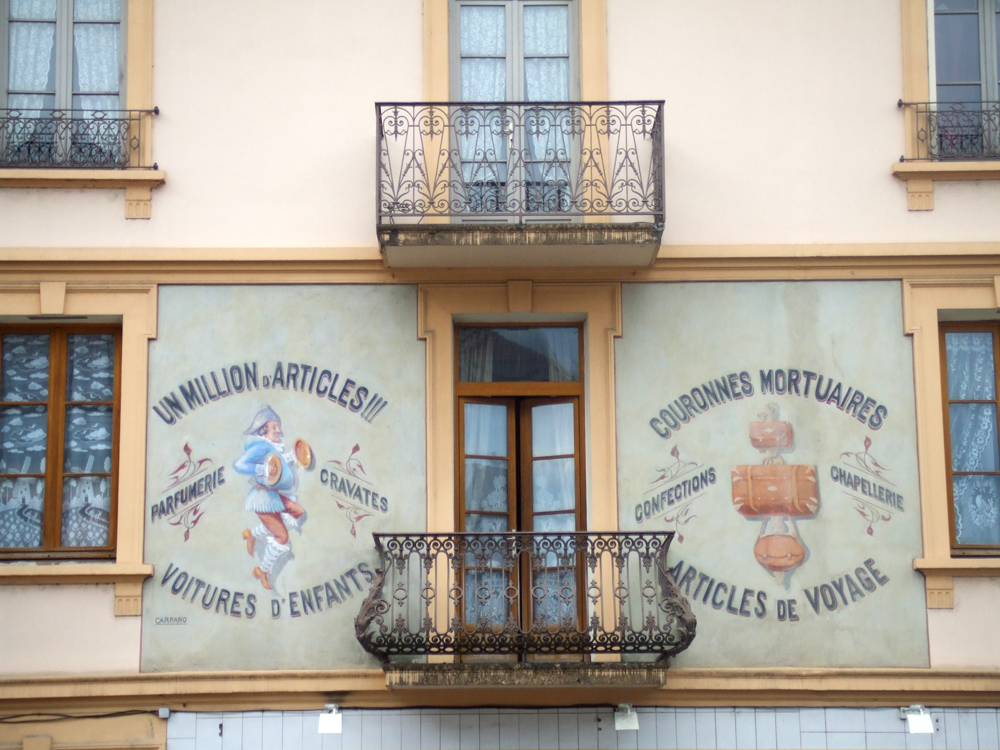
Anciennes inscriptions publicitaires (restaurées) sur la façade de l'ancien bazar.

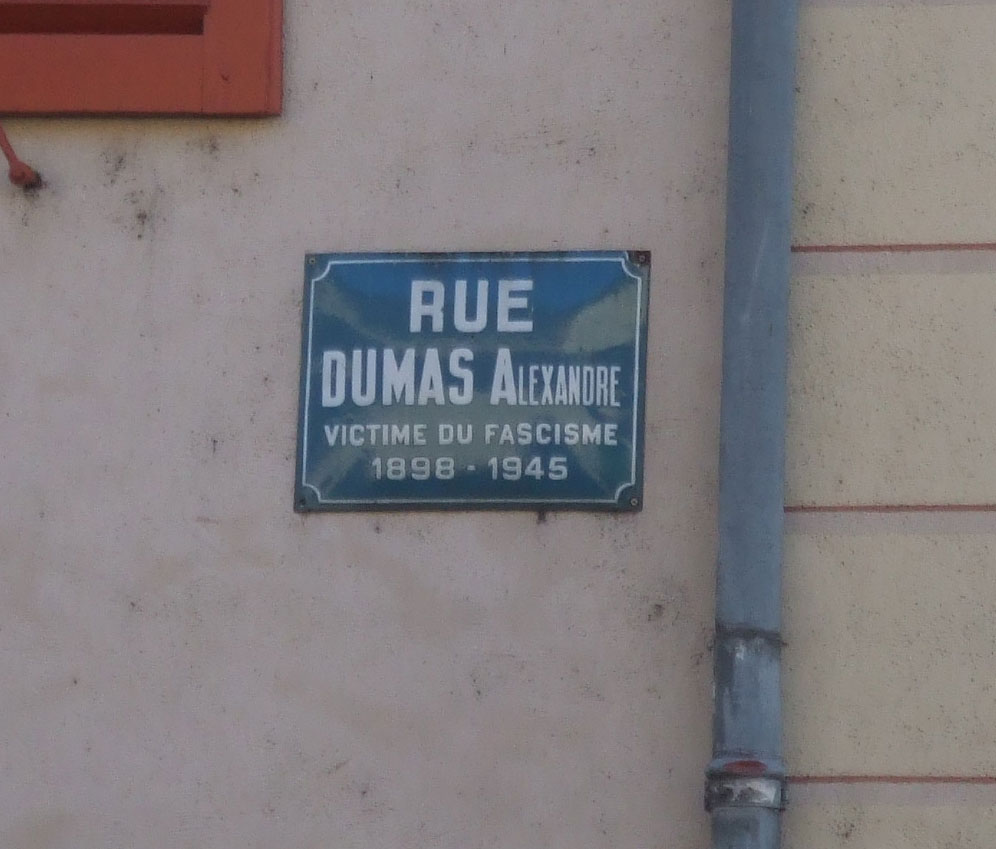
Plaque de la rue centrale.

Une fresque (restaurée) rappelle le Bazar du Travail des Prisons, sur le bâtiment en face du bâtiment la poste, dans lequel étaient vendus les objets fabriqués par les bagnards.

#### Place et halles
La commune comprend deux places et la trace d'une ancienne halle :
- la place de la République, en partie piétonne et hébergeant une fontaine, la place se situe au centre du bourg ancien ;
- la place du théâtre de verdure qui comprend, du côté de la route, son monument aux morts. C'est aussi le lieu des expositions agricoles ;
- le Théâtre-Halles de la ville, bâtiment détruit dans les années 1960 et dont les traces (colonnes de pierre) ont été utilisées et sont encore visibles sur certains monuments comme le Théâtre de verdure.

#### Rues
La rue de l'ancien collège est l'une des plus étroites de la commune.
La rue Alexandre-Dumas, ainsi nommée en souvenir d'un résistant local (né dans la commune en 1898 et mort le 24 avril 1945 en déportation), « victime du fascisme », ne fait pas référence à l'écrivain Alexandre Dumas.

#### Musées
La commune compte deux musées.
Le musée de la Résistance régionale et de la Déportation a été créé par un groupe d'ancien résistants locaux avec comme objectif principal de « léguer à la postérité le souvenir de ce qu’a été le combat des résistants face au nazisme et au régime de Vichy ». Des photographies et des documents inédits relatant cette époque historique au niveau local sont présentés sur le site. Il existe des possibilités de visites commentées par d'anciens résistants.
Le musée de la machine à bois et de l'outillage à main, unique en France, se situe dans le centre-ville de la commune. Il restitue l'ambiance d'un atelier d'ébénisterie de la première moitié du XXe siècle et permet de comprendre pourquoi la ville du Pont-de-Beauvoisin, fut reconnue comme « Cité du Meuble » depuis le roi François Ier. Ce musée propose un site internet et la visite individuelle est libre.

#### Autres monuments
L'église Saint-Clément est située sur la place du même nom, elle a gardé son orientation (abside) plein ouest. Datant du XVe siècle, cette église paroissiale fut reconstruite en 1760 et la plupart des douze chapelles qui la composaient ont disparu.
La ville doit son nom au pont François Ier. L'ouvrage traverse le Guiers, rivière locale qui sépare les deux villes au même nom, l'une en Savoie, l'autre en Isère. Ce pont, initialement en bois, fit l'objet d'un projet en pierre, datant de 1543, établi sous le roi François Ier (d'où son nom) mais il ne fut réalisé qu'en 1583, après sa mort. En dos d'âne, il fut reconstruit avec un tablier plat pour permettre le passage des carrosses. Détruit en 1940 pour s'opposer au passage des troupes d'occupation, il fut reconstruit avec des méthodes modernes (longerons métalliques) et recouvert d'une partie des pierres initiales. Le reste des pierres est encore visible dans le cours d'eau, depuis le pont.
|  |  |  |

Un circuit concernant les deux villes homonymes par l'intermédiaire d'un livret, accompagné d'un plan est disponible à l'office de tourisme commun pour explorer les différents sites historiques et les sites remarquables. Il existe également un livret réservé aux enfants

Sites et musées de Pont-de-Beauvoisin
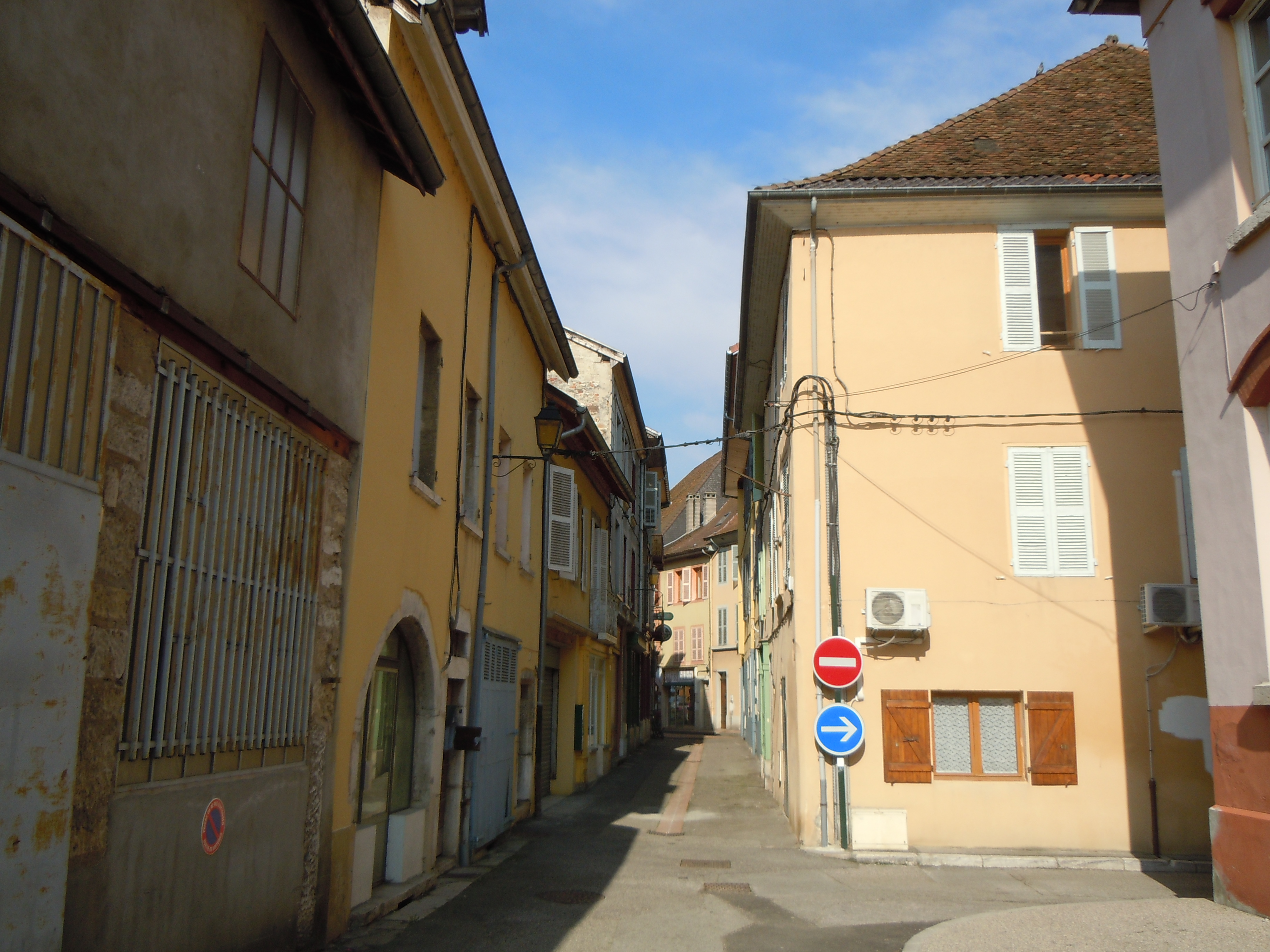
rue de l'ancien collège.
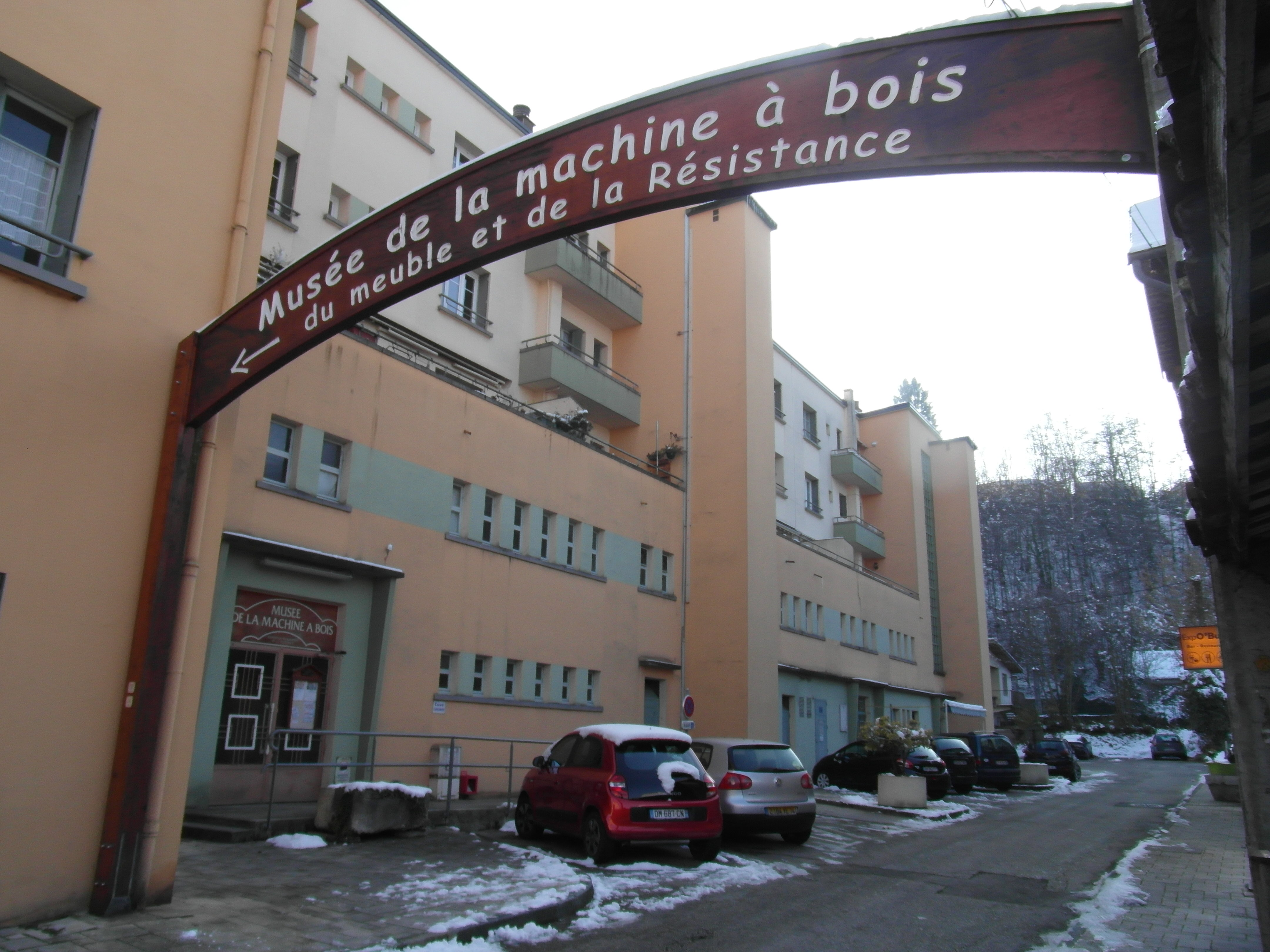
Cour du musée de la machine à Bois.
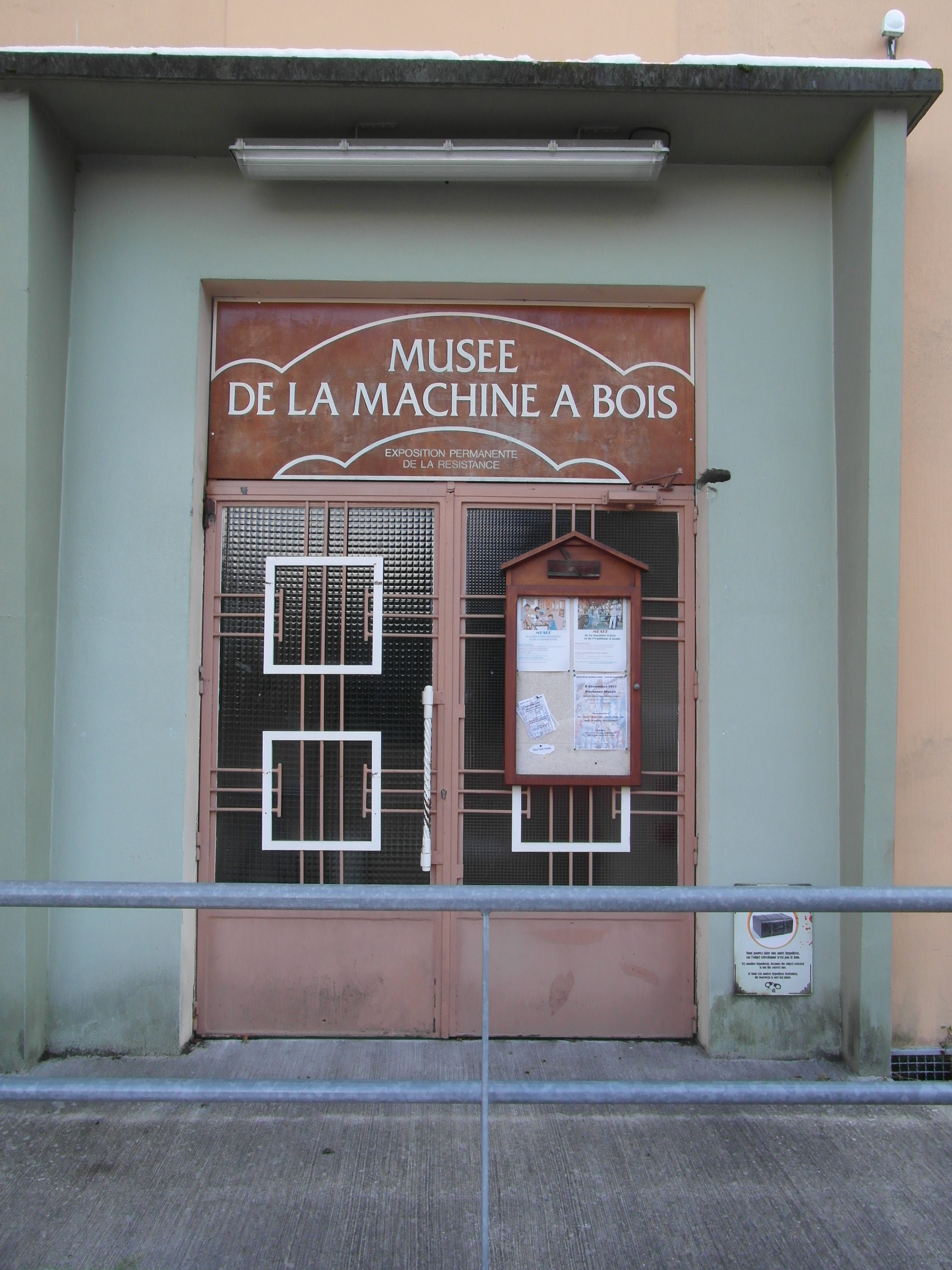
Entrée du musée.
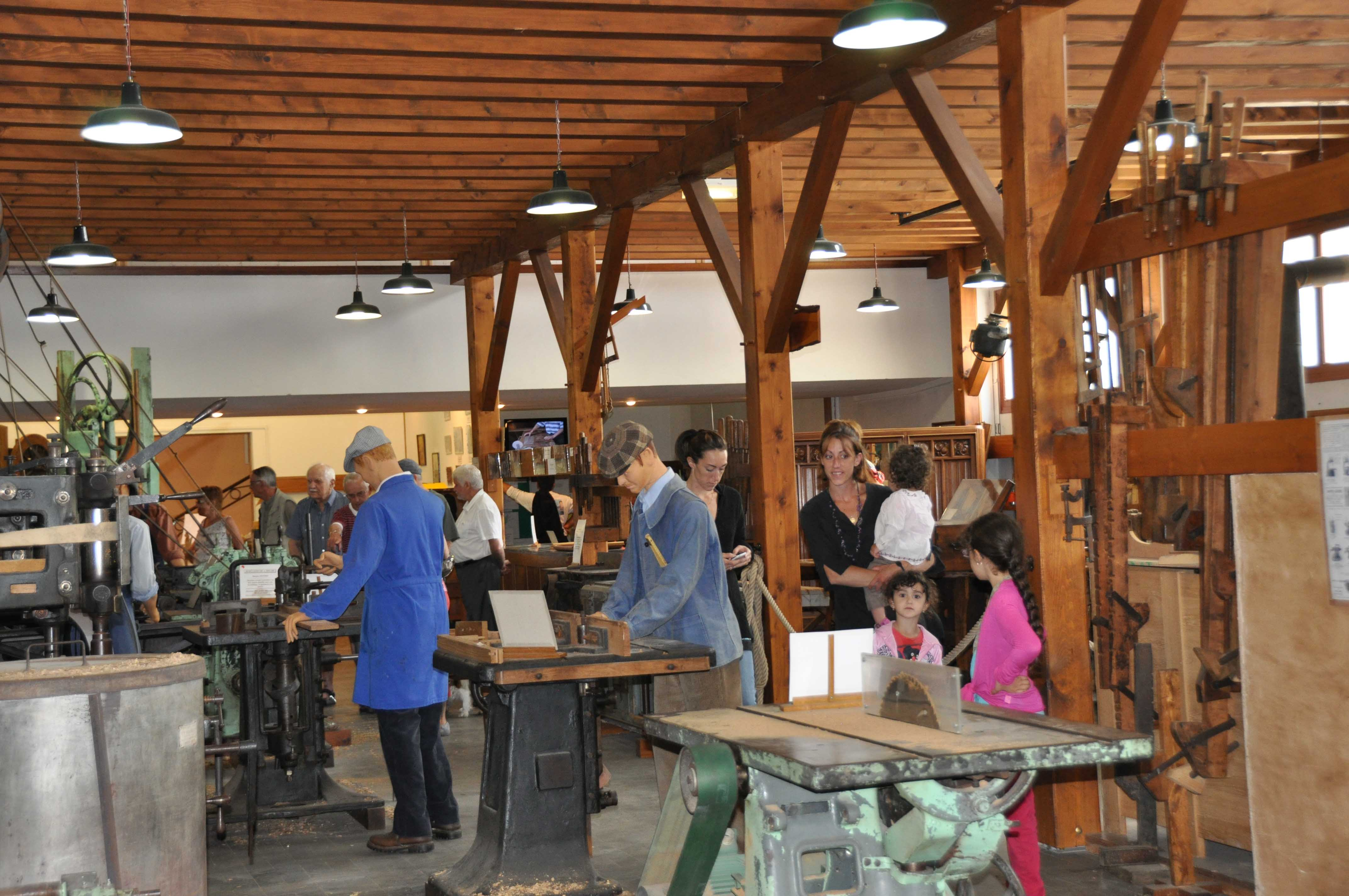
Intérieur du musée de la machine à bois.

Le musée pontois, musée de la vie quotidienne locale, de 1981 à sa fermeture à la suite de la démolition du bâtiment communal qui l'hébergeait et au transfert de ses fonds à la mairie.

### Le Pont-de-Beauvoisin dans les arts et la culture
La commune est citée dans les ouvrages :
- L'Ombre de Guignol, Magnard, 1998 ; Editions du Poutan, 2014. Jack Chaboud
- La Petite Brocante intime. Nouvelles ("Les bonbons à la menthe", "O bouteille ! O château !")), collectif. Jack Chaboud, avec Philippe et Martine Delerm, Anne et Didier Convard... Le Pré aux Clercs, 1999 ; Pocket, 2000 ; Club Français du livre, 2001 ; Flammarion, 2006.

### Personnalités liées à la commune
- Emmanuel Crétet (1747-1809), homme politique  inhumé au Panthéon, né au Pont-de-Beauvoisin.
- Antoine Balland (1751-1821), général des armées de la République, né au Pont-de-Beauvoisin.
- Charles Gabriel Pravaz (1791-1853), chirurgien orthopédiste, né au Pont-de-Beauvoisin.
- Albert Bouffier (1835-1913), homme politique, sénateur du Rhône de 1897 à 1909.
- Georges Bally (1935-2016), député de l'Isère, né et mort au Pont-de-Beauvoisin.
- Pierre Fournier (1937-1973), journaliste et dessinateur pamphlétaire. Il vécut dans la commune, avec ses parents, instituteurs, nommés au Pont en 1945.
- Henri Bertholet (1946), homme politique, né au Pont-de-Beauvoisin.
- Stéphane Brosse (1971-2012), skieur-alpiniste, né au Pont-de-Beauvoisin.
- Bryan Cantero (1991), athlète, né au Pont-de-Beauvoisin.
- Nordahl Lelandais, tueur en série présumé, affaire Maëlys à Le Pont-de-Beauvoisin.
- Henri Coudray (1942), né au Pont de Beauvoisin, est un évêque catholique français, jésuite et vicaire apostolique de Mongo au Tchad depuis 2009.
- Léo Bergère (1996), triathlète né au Pont-de-Beauvoisin, membre de l'équipe de France, double champion du monde et vice champion olympique au Jeux olympiques de Paris 2024.

### Héraldique, logotype et devise
| Blason de Le Pont-de-Beauvoisin | Blason  | Parti au 1er d'azur au dauphin d'argent, barbé, crêté, lorré, oreillé et peautré de gueules ; au 2e, de gueules à trois roses (quintefeuilles) d'or. |
| Blason de Le Pont-de-Beauvoisin | Détails | Le statut officiel du blason reste à déterminer. |

## Pour approfondir